# سیجونگ ۷۳۶۵
سیارک ۷۳۶۵ (به انگلیسی: 7365 Sejong، نامگذاری:1996QV1) هفت هزار و سیصد و شصت و پنجمین سیارک کشف شده‌است که در ۱۸ اوت ۱۹۹۶ کشف شد.
قدر مطلق سیارک برابر ۱۳٫۹۰ است.